# Láska na druhý pohled (film, 2019)
Láska na druhý pohled (v originále Mon inconnue) je francouzský hraný film z roku 2019, který režíroval Hugo Gélin. Snímek měl světovou premiéru na filmovém festivalu v Alpe-d'Huez dne 18. ledna 2019.

## Děj
Raphael je stydlivý středoškolák, který tajně píše sci-fi romány. Jednoho večera se náhodou seznámí s pianistkou Olivií. Zamilují se do sebe a o několik let později se vezmou. Ale idylický život se postupně zhoršuje, až jednoho večera vypukne velká hádka. Druhý den, když se Raphaël probudí, ocitne se ve světě, kde nikdy nepotkal Olivii. Ta žije s jiným mužem, jenž je shodou okolností jejím producentem.

## Obsazení
| François Civil       | Raphaël Ramisse / Zoltan         |
| Joséphine Japyová    | Olivia Marigny / Shadow          |
| Benjamin Lavernhe    | Félix / Gumpar                   |
| Camille Lellouche    | Mélanie                          |
| Amaury de Crayencour | Marc Deschanel                   |
| Édith Scob           | Gabrielle                        |
| Juliette Dol         | Morgane                          |
| Samir Boitard        | učitel literatury / šéf nádeníků |
| Christian Benedetti  | Étienne Robert                   |
| Guillaume Bouchède   | fanoušek Olivie                  |
| Dorian Le Clech      | žák                              |
| Patrice Melennec     | hlídač v Odéonu                  |
| Mahdi Alaoui         | vyhazovač                        |
| Laurent Delahousse   | sám sebe                         |
| Franck Provost       | sám sebe                         |
| Khatia Buniatishvili | sama sebe                        |

## Ocenění
- Mezinárodní festival komediálních filmů v Alpe d'Huez: Cena pro nejlepšího herce (François Civil)
- Festival romantických filmů v Cabourgu: Swann d'Or za nejlepší film
- César: nominace v kategorii nejlepší herec ve vedlejší roli (Benjamin Lavernhe)